# 三保駅
三保駅（みほえき）は、静岡県清水市三保（現静岡市清水区三保）にあった日本国有鉄道（国鉄）清水港線の駅である。

## 歴史
- 1944年（昭和19年）
  - 7月1日：国鉄東海道本線の貨物駅として開業[1]。
  - 9月：日本軽金属清水工場が操業開始、この頃同工場への専用線が運用開始。
  - 12月1日：旅客営業開始（一般駅）[1]。同時に清水港線に所属線を変更。
- 1984年（昭和59年）
  - 2月1日：荷物の取扱を廃止[1]。
  - 4月1日：廃止[1]。

## 駅構造
単式ホーム1面1線を有していた地上駅。ホームは構内の東にあり、ホームに接して古くからの駅舎があった。駅舎南側には1面1線の貨物ホームがあり、その他車両留置用の側線数本があった。
駅の西側に向けて、日本軽金属清水工場や三井・デュポンフロロケミカル清水工場へ続く専用線が分岐していた。前者からは電解工場がある蒲原駅や新潟駅などへ酸化アルミニウム（アルミナ）が発送され、後者は主に塩酸の発送に使用されていた。

## 駅周辺

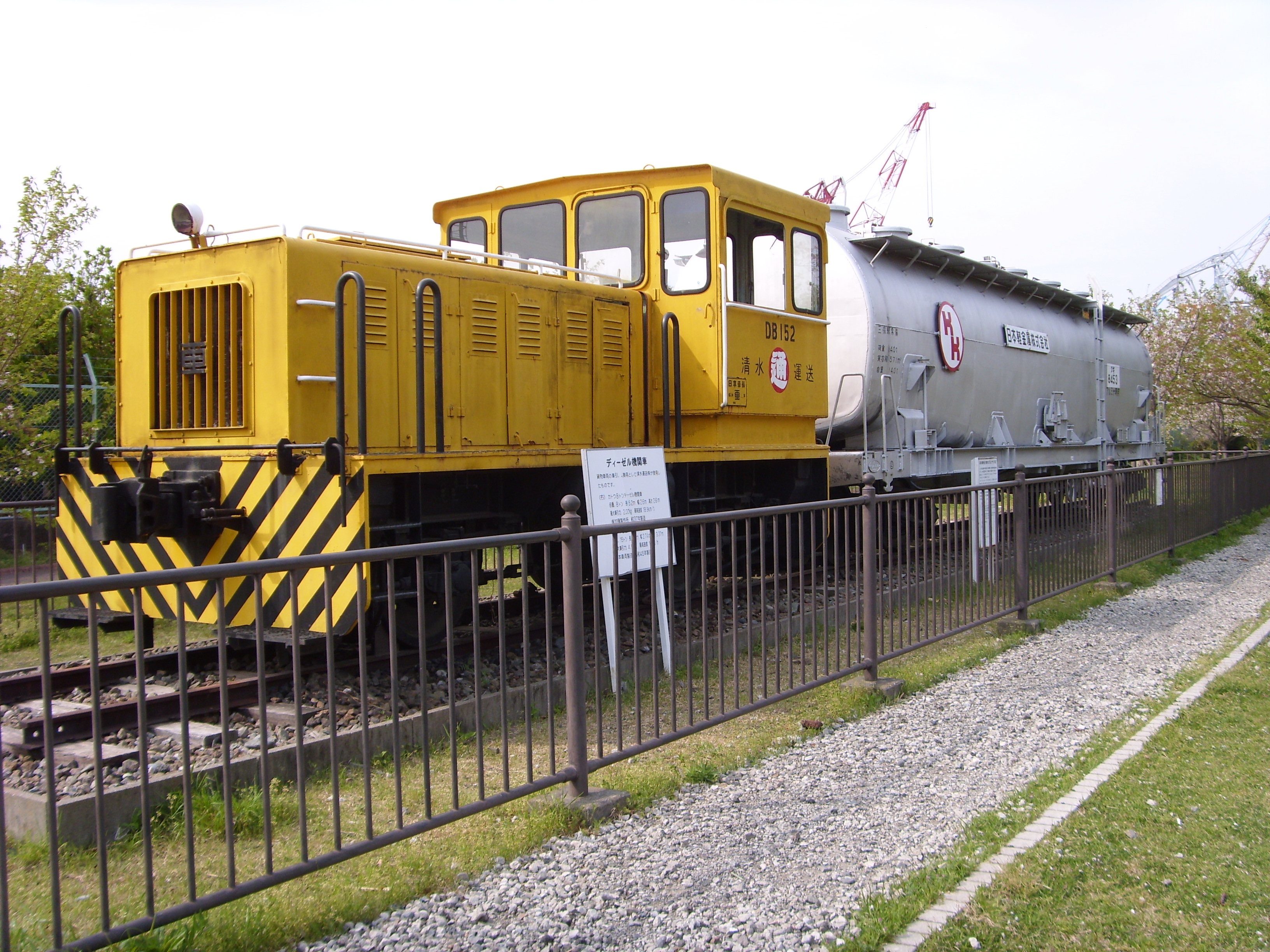
三保ふれあい広場に保存されている機関車と貨車（2008年4月）

駅跡地は、「三保ふれあい広場」という名前の公園となっている。構内の跡は整備され、一部プラットホームが残された上で芝生が張られ、沿線の引込み線で使用されていた小型ディーゼル機関車と、日本軽金属のアルミナ輸送に使用されていた私有タンク車（タキ8450形タキ8453）が静態保存されている。旧駅前にあるしずてつジャストラインのバス停は、廃止後も長らく「三保駅前」の名前を残していたが、公園整備の完了と前後するように「三保ふれあい広場」と改称されて現在に至っている。
- 三保の松原
- 三保造船
- 三井・ケマーズフロロプロダクツ清水工場
- 日本軽金属清水工場

## 隣の駅
日本国有鉄道
清水港線
折戸駅 - 三保駅